# Final Battle 2015
Final Battle è stato un evento pay-per-view (PPV) di wrestling prodotto dalla Ring of Honor (ROH). Ha avuto luogo il 18 e il 19 dicembre 2015 presso la 2300 Arena in Filadelfia, in Pennsylvania. È stata la settima edizione dell'omonimo pay-per-view. La prima notte era una trasmissione pay-per-view, mentre la seconda era una serie di registrazioni per lo show di punta della ROH, Ring of Honor Wrestling.
Durante la prima notte, ebbero luogo nove match e uno nel pre-show. Nel main event, Jay Lethal sconfisse A.J. Styles per mantenere il ROH World Championship. In un altro importante match, Adam Cole sconfisse Kyle O'Reilly in un grudge match. Negli altri incontri, Roderick Strong mantenne il ROH World Television Championship contro Bobby Fish, War Machine sconfisse The Kingdom per vincere il ROH World Tag Team Championship, Alex Shelley, Matt Sydal e ACH sconfissero The KRD (The Addiction (Christopher Daniels e Frankie Kazarian) e Chris Sabin), e Michael Elgin sconfisse Moose.

## Risultati
| #        | Match | Stipulazioni                                                                                          | Durata |
| -------- | --- | --- | ------ |
| Pre-show | Cheeseburger ha sconfitto Bob Evans (con Tim Hughes) | Single match                                                                                          | N/A    |
| 1        | The All Night Express (Rhett Titus e Kenny King) hanno sconfitto The Briscoe Brothers (Jay Briscoe e Mark Briscoe) e The Young Bucks (Matt Jackson e Nick Jackson) | Three-way tag team match per determinare il contendente numero uno al ROH World Tag Team Championship | 09:15  |
| 2        | Silas Young ha sconfitto Dalton Castle | Single match                                                                                          | 10:40  |
| 3        | Michael Elgin ha sconfitto Moose (con Stokely Hathaway) | Single match                                                                                          | 11:47  |
| 4        | Adam Cole ha sconfitto Kyle O'Reilly | Grudge match                                                                                          | 16:08  |
| 5        | Alex Shelley, Matt Sydal e ACH hanno sconfitto The Addiction (Christopher Daniels e Frankie Kazarian) e Chris Sabin                                                | Six-man tag team match                                                                                | 15:38  |
| 6        | Roderick Strong (c) ha sconfitto Bobby Fish | Single match per il ROH World Television Championship                                                 | 15:17  |
| 7        | War Machine (Hanson e Raymond Roew) hanno sconfitto The Kingdom (Michael Bennett e Matt Taven) (c) (con Maria Kanellis)                                            | Tag team match per il ROH World Tag Team Championship                                                 | 03:10  |
| 8        | Jay Lethal (c) (con Truth Martini e Taeler Hendrix) ha sconfitto A.J. Styles                                                                                       | Single match per il ROH World Championship                                                            | 22:09  |